# 疏附县种畜场
疏附县种畜场，是中华人民共和国新疆维吾尔自治区喀什地区疏附县下辖的一个乡镇级行政单位。

## 行政区划
疏附县种畜场下辖以下地区：
种畜场虚拟村。